# Charles Greeley Abbot
Charles Greeley Abbot (31 de mayo de 1872-17 de diciembre de 1973) fue un astrónomo estadounidense, nacido en Wilton, Nuevo Hampshire.

## Biografía
Abbot fue graduado de la Academia Phillips en 1891, del MIT en 1894, con especialización en fisicoquímica. Hacia 1895 Samuel Pierpont Langley buscaba un asistente para el Observatorio Astrofísico Smithsoniano (SAO por sus siglas en inglés), y contrató a Abbot por sus destrezas para el trabajo de laboratorio, a pesar de su falta de experiencia en astronomía.
Durante este periodo Langley se enfocó en experimentos de aeronáutica, mientras Abbot era ungido como director del SAO, cargo que adoptó formalmente cuando Langley murió en 1906.
Abbot, reconociendo que la constante solar estaba mal aproximada, propuso un valor más exacto de: 1,93 cal/cm²/min (el valor moderno está medido en watts por metro cuadrado).
En 1918, Abbot se convirtió en Asistente Secretario del el Smithsoniano, y después sucedió a Walcott como Secretario General en 1928, tiempo en los que guio la institución a través de los turbulentos años de la Gran Depresión y la Segunda Guerra Mundial.
Siendo responsable de las observaciones solares, Abbot diseñó y construyó aparatos para medir la radiación solar, incluyendo un bolómetro mejorado, con el que pudo medir la corona interior del sol, durante el eclipse solar del 28 de mayo de 1900 en Wadesboro, Carolina del Norte.
Abbot se retiró de ambos puestos: director de SAO y Secretario del Smithsoniano en 1944, siendo el primer secretario del Smithsoniano que no muere en el cargo. Delegó sus facultades a su asistente secretario Alexander Wetmore, quien lo sucedió en el cargo.
Murió por causas naturales.

## Obras
- "El Sol" (1929).
- "La Tierra y las estrellas" (1925).
- "Grandes inventos" (1925).

## Reconocimientos
En el año 1973, se decidió en su honor llamarle «Abbot» a un cráter de impacto lunar.